# 圖爾錢斯凱特普利采區

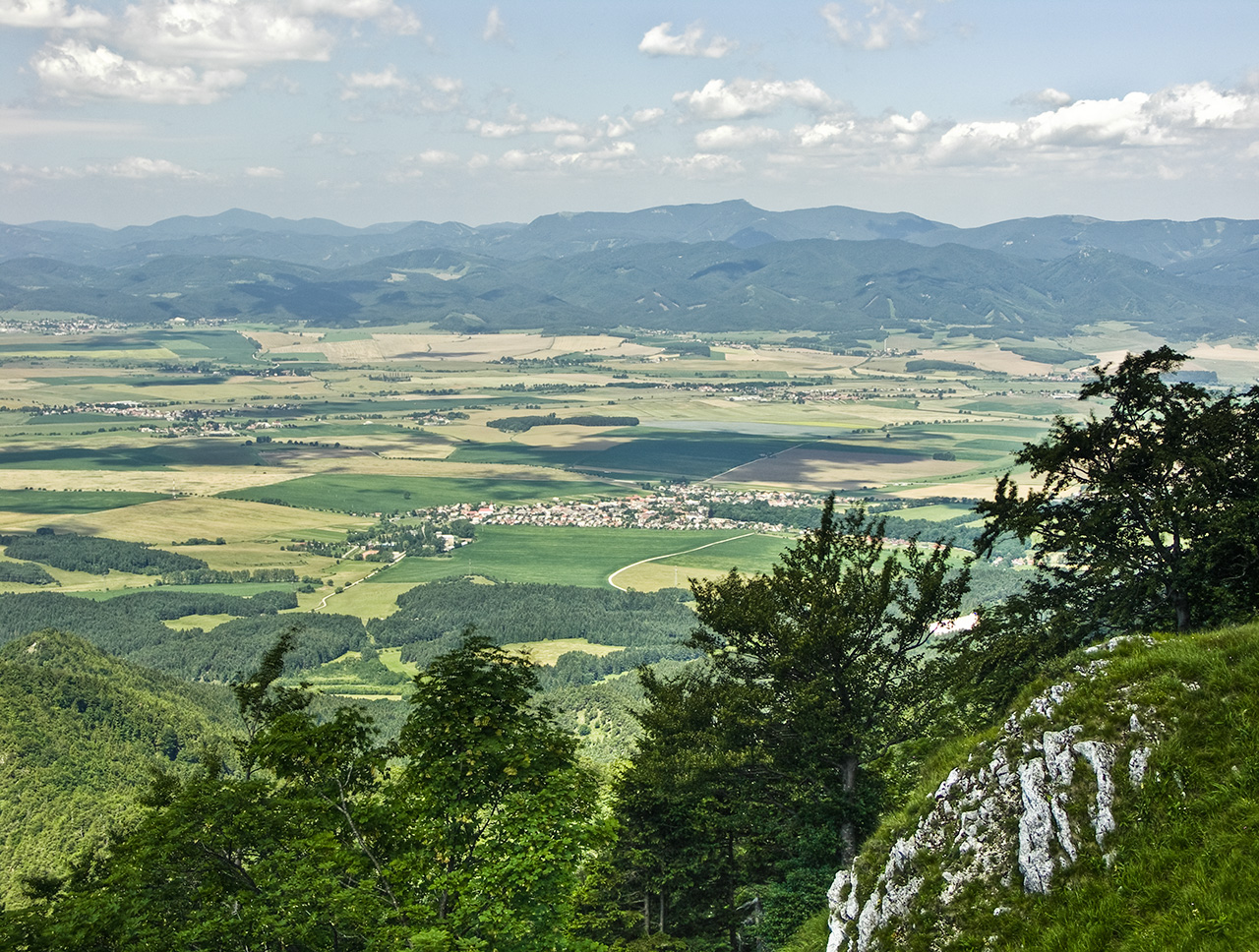

48°51′49″N 18°51′48″E / 48.86361°N 18.86333°E
圖爾錢斯凱特普利采區，是斯洛伐克的一個區，位於該國北部，由日利納州負責管轄，面積393平方公里，2005年該區人口16,720，人口密度每平方公里43人。